# Мелита
Мелита — один из районов древних Афин наряду с другими: Кидафенеон, Лимнай, Керамик, Коллит и Диомея. Назван по имени персонажа древнегреческой мифологии Мелиты.
Располагался на западе города.
Известен тем, что в этом районе Афин Эпикур владел домом, который был специальным распоряжением оставлен под жилье (ejnoikei’n) его преемнику — Гермарху и его товарищам по философии на все время, «покуда Гермарх (будет) жив».
|  | Карта античных Афин, район Мелита располагался восточнее холма Нимф и западнее Ареопага |